# O Beijo da Mulher Aranha
O Beijo da Mulher Aranha (literalment, en català, "El petó de la dona aranya") és una pel·lícula brasilera d'Héctor Babenco adaptació de la novel·la de Manuel Puig, estrenada el 1985.

## Argument
En una presó del Brasil coincideixen les vides del presoner polític d'esquerres Valentín Arregui (Raúl Juliá) i un efeminat homosexual acusat de seduir a un menor, Luis Molina (William Hurt). Ambdós comparteixen una cel·la bruta i fosca en una presó brasilera. Molina passa el temps explicant els records d'una de les seves pel·lícules favorites, un thriller romàntic de la Segona Guerra Mundial que és també una pel·lícula de propaganda nazi sobre una cantant francesa que decideix trair a la seva pàtria per amor a un oficial alemany d'ocupació. Arregui permet a Molina penetrar en els murs de la seva pròpia defensa i s'obre. Malgrat els seus desacords sobre la ideologia de la pel·lícula, una improbable amistat es desenvolupa entre els dos presos: el somiador i l'activista polític.
A mesura que la història es desenvolupa, es revela que a Molina li ha fet xantatge el director de la presó per guanyar-se la confiança d'Arregui, perquè aquest li reveli informació sobre el grup revolucionari a què pertany, a canvi de menjar i la possible llibertat condicional. Tanmateix, Molina ha començat a desenvolupar genuïns sentiments romàntics per Arregui.

## Al voltant de la pel·lícula
O Beijo da mulher aranha  li va suposar a William Hurt l'Oscar al millor actor i el Premi d'interpretació masculina al Festival de Canes 1985. Hi ha una adaptació de l'obra a Broadway, l'any 1994, en la qual Chita Rivera o Vanessa L. Williams van interpretar el paper principal.

## Repartiment
- William Hurt: Luis Molina
- Raúl Juliá: Valentin Arregui
- Sonia Braga: Leni/Marta/La dona aranya

## Premis i nominacions

### Premis
- 1985. Premi a la interpretació masculina (Festival de Cannes) per William Hurt
- 1986. Oscar al millor actor per William Hurt
- 1986. BAFTA al millor actor per William Hurt
- Premi David di Donatello al millor actor estranger per William Hurt

### Nominacions
- 1985. Palma d'Or
- 1986. Oscar a la millor pel·lícula
- 1986. Oscar al millor director per Hector Babenco
- 1986. Oscar al millor guió adaptat per Leonard Schrader
- 1986. Globus d'Or a la millor pel·lícula dramàtica
- 1986. Globus d'Or al millor actor dramàtic per William Hurt
- 1986. Globus d'Or al millor actor dramàtic per Raul Julia
- 1986. Globus d'Or a la millor actriu secundària per Sonia Braga